# Tobias Smollett
Pour les articles homonymes, voir Smollett.
 (mai 2016).
Si vous disposez d'ouvrages ou d'articles de référence ou si vous connaissez des sites web de qualité traitant du thème abordé ici, merci de compléter l'article en donnant les références utiles à sa vérifiabilité et en les liant à la section « Notes et références ».
Tobias George Smollett, baptisé le 19 mars 1721 à Cardross et mort le 17 septembre 1771  à Livourne, est un romancier écossais, connu surtout pour ses romans picaresques.

## Biographie
D'abord médecin, sa carrière en médecine fut difficile et peu brillante. Il se tourna vers la littérature qui ne fut guère plus lucrative à ses débuts. Toutefois, vers 1748, deux de ses romans lui permettent d'améliorer l'ordinaire. Il connaît bien le français et fait un premier voyage à Paris en 1750.
En 1763, il effectue un grand voyage en famille de la France à l'Italie. Prématurément vieilli à 42 ans par le travail, une maladie de poitrine, les déceptions et la perte d'une fille, il quitte la Grande-Bretagne pour un séjour d'un an et demi sur les rivages méditerranéens. Il passa par Boulogne, Paris, la vallée du Rhône pour rejoindre Montpellier. Il prend de nombreuses notes sur les régions visitées qu'il envoie dans ses nombreuses lettres à ses amis d'Angleterre.
Il décrit ainsi le passage du bac au village de Saint-Laurent-du-Var : « Six de ces hommes, les pantalons retroussés jusqu'à la ceinture, avec de longues perches en main, prirent soin de notre voiture et, par mille détours, nous conduisirent sains et saufs à l'autre bord. »
Il arrive à Nice fin 1763. Il y reste jusqu'au printemps 1765, un séjour entrecoupé d'un voyage en Italie. Il recouvre la santé sous le soleil hivernal.
À son retour, il publie un ouvrage en deux volumes intitulé Travels through France and Italy, écrit avec un regard acerbe. Il décrit les ruines romaines de Cemenelum et dépeint la vie populaire. Extraits d’un de ses récits concernant les « festins » niçois qui se placent entre le printemps et l’été : « [Hommes et femmes] se réunissent dans les plus beaux habits et dansent au son du fifre et du tambour. Des étalages ambulants offrent de la pacotille, des bibelots à offrir, des gâteaux, du pain, des liqueurs, du vin. Toute la société de Nice s’y rend. J’ai vu toute une noblesse à l’un de ces festins, qui se tenait sur la grande route en été, mêlée à une foule immense de paysans, de mules et d’ânes. Elle était couverte de poussière et transpirait de tous ses pores dans la chaleur excessive de l’été. Je serai fort ennuyé de savoir d’où peut naître leur plaisir dans ces occasions ou bien d’expliquer pourquoi ils vont tous à ces rendez-vous, à moins que cela ne leur soit prescrit comme une pénitence ou comme un avant goût du purgatoire. [...] Les roses et les œillets sont envoyés à Turin, Paris et même Londres. On les emballe dans une boîte de bois, pressés les uns contre les autres, sans aucune préparation. Qui les reçoit coupe le bout des tiges et les plonge pendant deux heures dans de l’eau vinaigrée, redonnant leur fraîcheur et leur beauté. » (Nice 1764)
Son récit de voyage connaît un succès important. Il attire alors les toutes premières familles anglaises fortunées et les artistes en mal d'inspiration. En dépit de sa mauvaise humeur et de son caractère difficile, il se révèle un reporter curieux, avisé, original d'esprit et doté d'un regard aiguisé sur les choses. Il décrit les ombres et les lumières de cette contrée, les désagréments du climat et la beauté des fleurs et sa douceur hivernale. L'influence niçoise marque son inspiration littéraire ultérieure.
Smollett repose à Livourne en Italie où il est mort.
En hommage, une rue porte son nom à Nice.

## Œuvres
- Les Aventures de Roderick Random (1748)
- Traducteur, The Adventures of Gil Blas of Santillane (1748), publié anonymement (et daté, erronément, "1749"), traduit de l'original L'Histoire de Gil Blas de Santillane par Alain-René Lesage
- The Regicide (1750)
- The Adventures of Peregrine Pickle (1751)
- The Adventures of Ferdinand Count Fathom (1753)
- Traducteur, The History and Adventures of the Renowned Don Quixote (1755), traduit de l'original Don Quichotte de Cervantes.
- The Life and Adventures of Sir Launcelot Greaves (1760)
- A Complete History of England (1765)
- Travels through France and Italy (1766)
- The History and Adventures of an Atom (1769)
- The Expedition of Humphry Clinker (1771)

Œuvres traduites en français
- L'Aventurier, Walter Beckers, 1969.
- Lettres de Nice sur Nice et ses environs : 1763-1765. Registre du temps : Novembre 1763 - Mars 1765, Tac motifs, 1992.
- Voyages à travers la France et l'Italie, José Corti, 1994.
- Les Aventures de Sir Launcelot Greaves, Joëlle Losfeld, 1996.
- La Carrière d'un vaurien, José Corti, 2000.
- Roderick Random, Éditions du Rocher, 2002.
- L'Expédition de Humphry Clinker, Phébus, 2006.

## Citations
- « Les faits sont têtus » : en traduisant le Gil Blas de Lesage, au livre X chapitre 1, Smollett a traduit « Les faits parlent »[4] par « Facts are stubborn things »[5], soit en français « Les faits sont têtus », expression souvent reprise ultérieurement, notamment par Lénine.

#### Œuvres de Tobias Smollett en ligne
- (en) The Adventures of Roderick Random, sur gutenberg.org.
- (en) The Adventures of Ferdinand Count Fathom, sur gutenberg.org.
- (en) The Adventures of Sir Launcelot Greaves, sur gutenberg.org.
- (en) The Expedition of Humphry Clinker, sur gutenberg.org.
- (en) Travels through France and Italy, sur gutenberg.org.

#### Notices et bases
- Ressources relatives à la littérature :   - The Encyclopedia of Science Fiction
  - Internet Speculative Fiction Database
- Ressources relatives aux beaux-arts :   - British Museum
  - National Portrait Gallery
- Ressource relative à la santé :   - Bibliothèque interuniversitaire de santé
- Notices dans des dictionnaires ou encyclopédies généralistes :   - Britannica
  - Brockhaus
  - Den Store Danske Encyklopædi
  - Deutsche Biographie
  - Enciclopedia italiana
  - Enciclopedia De Agostini
  - Gran Enciclopèdia Catalana
  - Hrvatska Enciklopedija
  - Internetowa encyklopedia PWN
  - Nationalencyklopedin
  - Oxford Dictionary of National Biography
  - Store norske leksikon
  - Treccani
  - Universalis
- Notices d'autorité :   - VIAF
  - ISNI
  - BnF (données)
  - IdRef
  - LCCN
  - GND
  - Italie
  - Japon
  - CiNii
  - Espagne
  - Pays-Bas
  - Pologne
  - Israël
  - NUKAT
  - Catalogne
  - Suède
  - Vatican
  - Australie
  - WorldCat